# Siem Bouk
Le district de Siem Bouk (en khmer : សៀមបូក), parfois orthographié Siem Bok, est un district situé dans la province de Stoeng Treng (en khmer : ស្ទឹងត្រែង), au nord-est du Cambodge. Le nom de Siem Bouk correspond aussi à une commune et un village au sein de ce district.

## Géographie

### Composition
Le district est traversé par une seule route nationale à l’extrême est du district, qui relie directement le chef-lieu de la province entière, Stoeng Treng, 15 km plus au nord. L’activité humaine est donc plus concentrée à l’est du district.
Le district est traversé par le Mékong. Sa rive droite est composée d’une seule commune : Siem Bouk. Cette commune ayant la plus grande superficie. La rive gauche, l’est du district, partage le territoire des 6 autres communes. Un total de 7 communes :
| Commune           | Code   | Nom en Khmer | Superficie (km2) | Villages                                           |
| ----------------- | ------ | ------------ | ---------------- | -------------------------------------------------- |
| Kaoh Preah        | 190201 | កោះព្រះ          | 31               | Kaoh Preah                                         |
| Kaoh Sampeay      | 190202 | កោះសំពាយ         | 64               | Kaoh Sampeay Damrei Phong                          |
| Kaoh Sralay       | 190203 | កោះស្រឡាយ        | 87               | Sma Kaoh ; Svay Phchul ; Kang Daek                 |
| Ou Mreah          | 190204 | អូរម្រះ         | 100              | Ou Mreah ; Tboung Khla ; Kaoh Chruem ; Ou Chralang |
| Ou Ruessei Kandal | 190205 | អូរឫស្សីកណ្ដាល    | 32               | Ou Ruessei Kandal                                  |
| Siem Bouk         | 190206 | សៀមបូក         | 1039             | Siem Bouk ; Ou Lang ; Tonsang                      |
| Srae Krasang      | 190207 | ស្រែក្រសាំង       | 108              | Srae Krasang ; Kaoh Krouch                         |
| District total    | 1902   |              | 1460             |                                                    |

### Démographie
Selon les recensements du Cambodge en 1998 et 2019 :
| Commune           | Nom en Khmer | 1998   | 2019   | Croissance |
| ----------------- | ------------ | ------ | ------ | ---------- |
| Kaoh Preah        | កោះព្រះ          | 1 156  | 1 515  | 31 %       |
| Kaoh Sampeay      | កោះសំពាយ         | 1 669  | 3 125  | 87 %       |
| Kaoh Sralay       | កោះស្រឡាយ        | 2 667  | 3 594  | 35 %       |
| Ou Mreah          | អូរម្រះ         | 1 195  | 3 189  | 166 %      |
| Ou Ruessei Kandal | អូរឫស្សីកណ្ដាល    | 426    | 5 426  | 1174 %     |
| Siem Bouk         | សៀមបូក         | 1 349  | 2 813  | 109 %      |
| Srae Krasang      | ស្រែក្រសាំង       | 1 773  | 4 044  | 128 %      |
| District total    |              | 10 235 | 23 706 | 132 %      |

### Situation économique
Le district de Siem Bouk figure parmi les plus pauvres comparé aux autres districts du pays. Les revenus dépendent des ressources naturelles et agricoles dont principalement la culture du manioc, le caoutchouc avec plus de 15 000 hectares de plantations selon globalforestwatch.org ou la pêche notamment impactée par les barrages en amont du Mékong. Les revenus financiers basés sur l'élevage (cochons, poules et canards) et les cultures de riz et de légumes semblent être plus anecdotiques dans le district de Siem Bouk.
Les plantations de maniocs sont entièrement faites pour être vendues selon une étude de l'université de Queensland de 2018. C'est la principale activité économique du district, embauchant même le travail manuel local. Malgré l'alternance des cultures réalisées par plus d'un agriculteur sur deux, l'érosion des sols font baisser les productions et inquiètent les habitants.
Pour subvenir à leurs besoins, les ressources de la forêt sont aussi utilisées. Au total, le territoire du district est composé de plus de 80% de forêts dont la quasi-totalité de forêts primaires, notamment à l’ouest où la forêt fait partie de la réserve naturelle Prey Lang Wildlife Sanctuary (en). La déforestation est logiquement plus importante à l’est, entre l’axe routier principal et l’axe fluvial principal qu’est le Mékong.

## Histoire

### Toponymie
Parmi le nom Siem Bouk, Siem (សៀម) désigne à l'origine les Siamois, ancien nom pour désigner les Thaïlandais en khmer. Bouk (បូក) ferait référence à une quantité en plus ou une quantité nombreuse. Siem Bouk signifierait donc littéralement quelque chose comme : « là où les Siamois sont nombreux. » En effet, du XVe  au  XIXe siècle, l’actuel territoire du Cambodge faisait partie du royaume siamois.

### Origine du district actuel
Toute cette administration en provinces, districts et communes a été mise en place par l’empire colonial français sous l’Indochine française.